# И у добру и у злу
И у добру и у злу (енгл. The Vow) америчка је романтична комедија из 2012. године. Режију потписује Мајкл Сакси, а сценарио Аби Кон, Марк Силверстајн и Џејсон Катимс, по истинитој причи Ким и Крикита Карпентера. Главне улоге тумаче Рејчел Макадамс и Ченинг Тејтум.
Премијерно је приказан 6. фебруара 2012. године у Лос Анђелесу, док је 10. фебруара пуштен у биоскопе у САД, односно 9. фебруара у Србији. Од 2013. године била је осма љубавна комедија са највећом зарадом.

## Радња
Свеже венчани пар се опоравља после саобраћајне незгоде због које је супруга завршила у коми. Када се пробуди са озбиљним губитком памћења, њен супруг се труди да поново освоји њено срце.

## Улоге
| Глумац          | Улога        |
| --------------- | ------------ |
| Рејчел Макадамс | Пејџ Колинс  |
| Ченинг Тејтум   | Лео Колинс   |
| Џесика Ланг     | Рита Торнтон |
| Сем Нил         | Бил Торнтон  |
| Џесика Макнеми  | Гвен Торнтон |
| Венди Крусон    | др Фишерман  |
| Татјана Маслани | Лили         |
| Лукас Брајант   | Кајл         |
| Скот Спидман    | Џереми       |
| Џои Клајн       | Џош          |
| Џо Кобден       | Џим          |
| Џенан Гусен     | Сонја        |
| Дилон Кејси     | Рајан        |
| Шенон Барнет    | Кари         |
| Линдси Ејмс     | Шана         |
| Кристина Пешић  | Лизбет       |
| Брит Ирвин      | Лина         |
| Сара Картер     | Дајана       |
| Рејчел Скарстен | Роуз         |